# Росеново (Добрицька область)
Ро́сеново (болг. Росеново) — село в Добрицькій області Болгарії. Входить до складу общини Добричка.

## Населення
За даними перепису населення 2011 року у селі проживали 294 особи.
Національний склад населення села:
| Національність   | Кількість осіб | Відсоток |
| ---------------- | -------------- | -------- |
| болгари          | 133            | 52,4%    |
| цигани           | 120            | 47,2%    |
| турки            | 0              | 0%       |
| Всього відповіли | 254            |          |

Розподіл населення за віком у 2011 році:
Динаміка населення: